# Pilosocereus pentaedrophorus
Pilosocereus pentaedrophorus là một loài thực vật có hoa trong họ Cactaceae. Loài này được (Labour.) Byles & G.D. Rowley miêu tả khoa học đầu tiên năm 1957.

## Hình ảnh

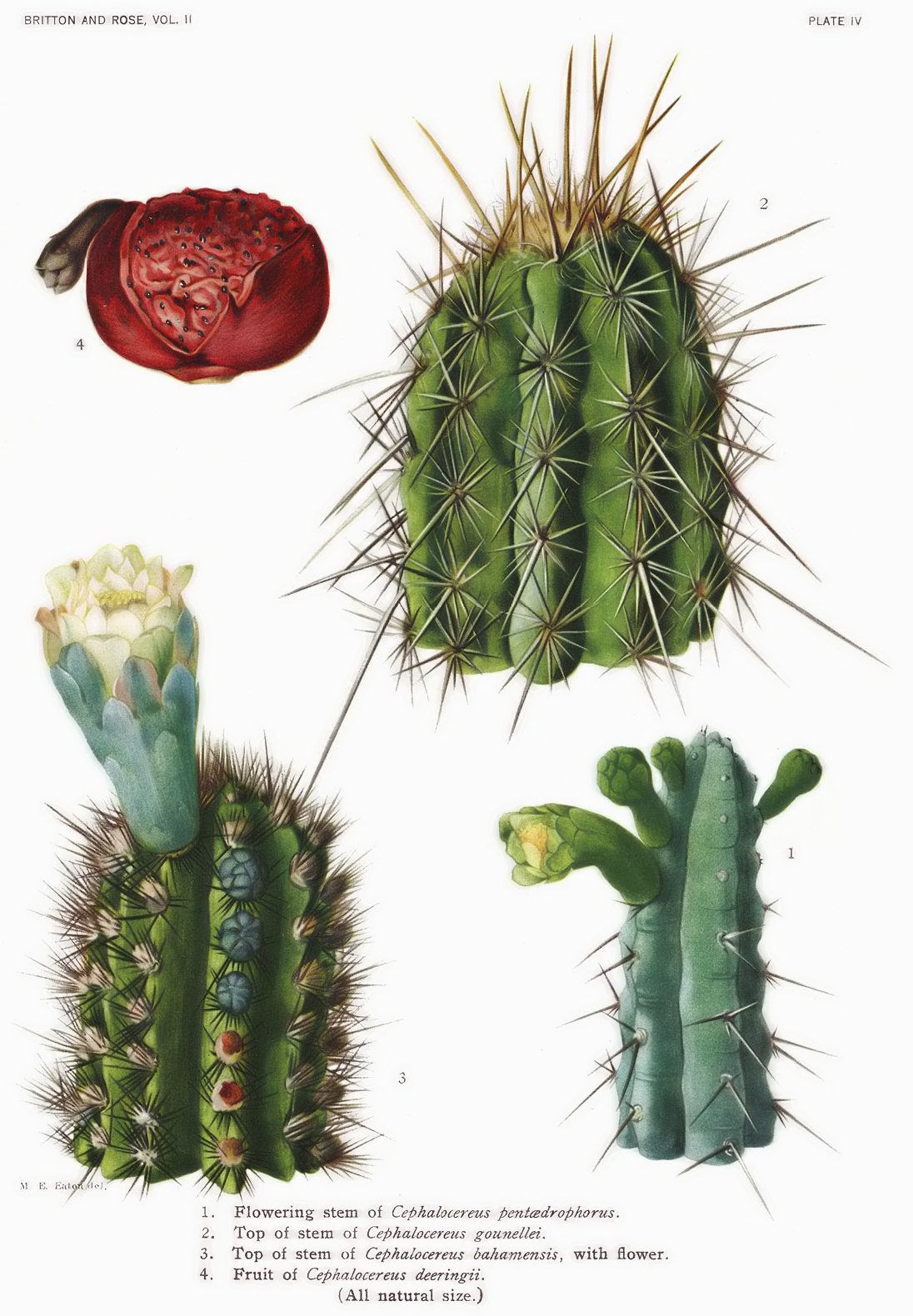